# Modelo electrodébil
El modelo electrodébil es una teoría física que unifica la interacción débil y el electromagnetismo, dos de las cuatro fuerzas fundamentales de la naturaleza. En su formulación moderna es el modelo está formulada como una teoría de campo de gauge, que por tanto, es renormalizable. Una de las dificultades históricas es que la simetría de la teoría dada por el grupo de gauge, a las condiciones normales de nuestro universo actual, está afectada por una ruptura espontánea de simetría electrodébil. Dicha rotura es la que llevó a introducir el mecanismo de Higgs, que finalmente permitió construir una teoría de campo de gauge invariante, asociada al bosón de Higgs.
El modelo electrodébil fue desarrollado en la década de 1960 por Sheldon Lee Glashow, Abdus Salam y Steven Weinberg. La constatación experimental de las interacciones nucleares débiles mediadas por corrientes cargadas ({\displaystyle W^{\pm }}) les llevó a postular la existencia de las corrientes neutras, las cuales fueron descubiertas en 1973 en el detector de cámara de burbujas de líquidos pesados Gargamelle. Estos tres investigadores recibieron el Premio Nobel de Física en 1979.
Presumiblemente, el modelo electrodébil es un caso límite de una Teoría de Gran Unificación (GUT), que uniría la interacción electrodébil con la interacción fuerte. Si bien existen motivos fundados para creer que existe una teoría de ese tipo y, de hecho, se han publicado numerosas propuestas específicas de GUT, todavía no tenemos claro si alguna de estas propuestas es el tipo de teoría GUT correcto, ya que los datos experimentales no son suficientes para distinguir cuál de las propuestas posibles es correcta y se requirirán nuevas observaciones antes de zanjar el asunto de cual es la GUT correcta que generaliza el modelo electrodébil y la cromodinámica cuántica.

## Antecedentes históricos
La primera teoría cuantitativa de la interacción débil, fue el modelo de Fermi de la interacción débil, propuesta por el físico italiano Enrico Fermi en 1933. Esa teoría era un tanto fenomenológica y era sólo válida para bajas energías y una cantidad limitada de procesos débiles. La teoría original de Fermi llevaba a nudos cuádruples dentro de los diagramas de Feynman, que eran en realidad "diagramas colapsados", eliminando lo que en la teoría electrodébil moderna eran las líneas para los bosones intermedios. Es decir, la teoría moderna implica que los cálculos perturbativos mediante diagramas de Feymann, tengan sólo nudos triples, donde se unen una línea bosónica con dos fermiónicas. Si se suprimen  las líneas bosónicas de los bosones intermediarios W y Z entre nudos triples, resulta un nudo cuádruple donde convergen cuatro líneas fermiónicas, que es el diagrama típico de la teoría de Fermi. Si bien la teoría teoría original de Fermi, tenía ciertos éxitos y predictividad, teneía otros problemas: no tenía la estructura de teoría gauge renormalizable, por lo que sólo podía proporcionar aproximaciones bastante limitadas.

## Formulación matemática

### Modelo antes de la ruptura de simetría
El modelo electrodébil convencional consiste en una teoría de campos de gauge en que el campo electrodébil es tratado como un campo de Yang-Mills. Es decir, en esa teoría los fermiones son descritos mediante un lagrangiano de Dirac generalizado adecuadamente para que sea invariante gauge bajo un cierto grupo gauge de simetría interna. En la formulación del Modelo Estándar (SM) no existe a priori una elección única de la simetría del lagrangiano de las interacciones electrodébiles. Se deduce, por tanto, de resultados experimentales.
De la evidencia experimental, se deduce que el grupo de simetría gauge mínimo capaz de acomodar las corrientes cargadas es SU(2). La observación empírica ha permitido constatar que las interacciones electrodébiles actúan de manera distinta sobre los fermiones dextrógiros y sobre los fermiones levógiros constituye una de las características de este modelo. Ese diferentete tratamiento de los fermiones levógiros y dextrógiros es una violación de la paridad, que fue propuesta teóricamente por Chen Ning Yang y Tsung-Dao Lee, en 1956, lo que les valió el Premio Nobel de Física de 1957.
Así, las corrientes cargadas de Yang-Mills incluyen solamente fermiones levógiros y no se conocen neutrinos dextrógiros. Es por ello que los campos fermiónicos levógiros son agrupados en dobletes, mientras que los campos dextrógiros son singletes del grupo {\displaystyle SU(2)_{L}} con simetría de isospín (donde el subíndice L únicamente indica la asimetría existente entre los fermiones de distinta helicidad):
|          | Levógiros                                                     | Levógiros                                                           | Levógiros                                                              | Dextrógiros                                            | Dextrógiros                                               | Dextrógiros                                                |  |  |  |
| Leptones | {\displaystyle {\begin{pmatrix}\nu _{e}\\e\end{pmatrix}}_{L}} | {\displaystyle {\begin{pmatrix}\nu _{\mu }\\\mu \end{pmatrix}}_{L}} | {\displaystyle {\begin{pmatrix}\nu _{\tau }\\\tau \end{pmatrix}}_{L},} | {\displaystyle {\begin{pmatrix}0\\e\end{pmatrix}}_{L}} | {\displaystyle {\begin{pmatrix}0\\\mu \end{pmatrix}}_{L}} | {\displaystyle {\begin{pmatrix}0\\\tau \end{pmatrix}}_{L}} |  |  |  |
| Cuarks   | {\displaystyle {\begin{pmatrix}u\\d\end{pmatrix}}_{L}}        | {\displaystyle {\begin{pmatrix}c\\s\end{pmatrix}}_{L}}              | {\displaystyle {\begin{pmatrix}t\\b\end{pmatrix}}_{L},}                | {\displaystyle {\begin{pmatrix}u\\d\end{pmatrix}}_{R}} | {\displaystyle {\begin{pmatrix}c\\s\end{pmatrix}}_{R}}    | {\displaystyle {\begin{pmatrix}t\\b\end{pmatrix}}_{R}}     |  |  |  |

Lo que quiere decir que las partículas son representantes de un grupo de gauge {\displaystyle {\mathcal {G}}_{s}=\mathrm {U} (1)_{Y}\otimes \mathrm {SU} (2)_{L}}. En la representación anterior cada uno de los pares levógiros incluye dos espinores de Dirac, por ejemplo:

{\displaystyle {\begin{pmatrix}\nu _{e}\\e\end{pmatrix}}_{L}={\begin{pmatrix}(I-\gamma ^{5})/2&0\\0&(I-\gamma ^{5})/2\end{pmatrix}}{\begin{pmatrix}\psi _{1}^{(e)}\\\psi _{2}^{(e)}\end{pmatrix}},\quad {\begin{pmatrix}0\\e\end{pmatrix}}_{R}={\begin{pmatrix}(I+\gamma ^{5})/2&0\\0&(I+\gamma ^{5})/2\end{pmatrix}}{\begin{pmatrix}0\\\psi _{2}^{(e)}\end{pmatrix}},\qquad \psi _{i}^{(e)}\in \mathbb {C} ^{4}}

donde {\displaystyle \gamma ^{5}} es la "quinta" matriz de Dirac que se transforma como un pseudoescalar.
En la representación anterior no se puede (a menos que se rompa explícitamente la simetría gauge) introducir un término de masa en la lagrangiana que describe la cinemática de los fermiones. No obstante la realidad experimental da cuenta de la existencia de masa en los bosones vectoriales. Por otro lado las fuerzas electromagnética y débil actúan sobre los mismos campos fermiónicos y no pueden ser descritas por separado. Por todo ello, el grupo de gauge mínimo que describe las interacciones electrodébiles es {\displaystyle SU(2)_{L}\times U(1)_{Y}}. La simetría gauge local del grupo {\displaystyle SU(2)_{L}} está asociada a la conservación del isospín débil, {\displaystyle T}. La cantidad conservada por el grupo {\displaystyle U(1)_{Y}} es la hipercarga, {\displaystyle Y}, que se relaciona con la carga eléctrica, {\displaystyle Q}, y con la tercera componente del isospín, {\displaystyle T_{3}}. En términos de los operadores de carga e isospín en la tercera dirección, tenemos:

{\displaystyle {\hat {Q}}={\hat {T}}_{3}+{\frac {Y}{2}}{\hat {I}}}

donde {\displaystyle {\hat {I}}\in {\mathcal {M}}_{3\times 3}} es la matriz identidad de tres dimensiones. La exigencia de que la lagrangiana que contiene los términos cinemáticos de los campos fermiónicos sea invariante bajo transformaciones gauge definidas por el grupo de simetría {\displaystyle SU(2)_{L}\times U(1)_{Y}} introduce de manera natural cuatro campos bosónicos sin masa: {\displaystyle W_{\mu }^{i}(x)} (i = 1, 2, 3), asociados al grupo {\displaystyle SU(2)_{L}}, y {\displaystyle B_{\mu }(x)}, asociado al grupo {\displaystyle U(1)_{Y}}. Con estos campos se define la derivada covariante:

{\displaystyle {\mathcal {D}}_{\mu }={\hat {I}}\partial _{\mu }+\mathrm {i} {\frac {g^{\prime }}{2}}{\hat {T}}_{A}\cdot W_{\mu }^{A}+\mathrm {i} {\frac {g}{2}}Y{\hat {I}}\mathrm {B} _{\mu }}

donde:
{\displaystyle g} es la constante de acoplamiento del grupo de isospín débil {\displaystyle SU(2)_{L}} y
{\displaystyle g'} es la constante de acoplamiento del grupo de hipercarga {\displaystyle U(1)_{Y}}.
{\displaystyle {\hat {T}}_{A}} son los generadores del álgebra de Lie de {\displaystyle SU(2)_{L}}, siendo {\displaystyle A\in \{1,2,3\}} el índice que indica la componente del isospín. Las matrices {\displaystyle {\hat {T}}_{A}} usualmente se toman iguales a las tres matrices de Pauli generadores de  {\displaystyle SU(2)_{L}}.
Finalmente la Lagrangiana electrodébil (antes de la ruptura de la simetría tendrá una expresión de la forma:

{\displaystyle {\mathcal {L}}_{EW}={\mathcal {L}}_{bos.}+{\mathcal {L}}_{ferm.}}

donde las dos lagrangianas describen los campos bosónicos (subíndice bos.) y fermiónicos (subíndice ferm.) y pueden escribirse de la forma:
{\displaystyle {\mathcal {L}}_{\text{bos.}}={\frac {1}{4}}W_{\mu \nu }W^{\mu \nu }-{\frac {1}{4}}B_{\mu \nu }B^{\mu \nu }}
{\displaystyle {\mathcal {L}}_{\text{ferm.}}={\bar {\psi }}_{L}\gamma ^{\mu }\left(\mathrm {i} \partial _{\mu }-g'{\hat {I}}{\frac {Y}{2}}B_{\mu }-g{\frac {1}{2}}{\hat {T}}_{A}W_{\mu }^{A}\right)\psi _{L}+{\bar {\psi }}_{R}\gamma ^{\mu }\left(\mathrm {i} \partial _{\mu }-g'{\hat {I}}{\frac {Y}{2}}B_{\mu }\right)\psi _{R}}
siendo:
{\displaystyle {\begin{matrix}W_{\mu \nu }&\equiv &\partial _{\mu }W_{\nu }-\partial _{\nu }W_{\mu }-g[W_{\mu },W_{\nu }]\\B_{\mu \nu }&\equiv &\partial _{\mu }B_{\nu }-\partial _{\nu }B_{\mu }\qquad \ \ \ \ \ \ \ \ \ \ \ \ \\\end{matrix}}}
No obstante, esta construcción resulta en bosones de masa nula. Sin embargo el hecho experimental de que las interacciones débiles actúan solo a distancias extremadamente pequeñas, era un indicador claro de que los bosones transmisores de la fuerza débil debían poseer masa, como fue demostrado posteriormente. Un término de masa de la forma {\displaystyle {\frac {1}{2}}m^{2}W_{\mu }^{i}W_{i}^{\mu }} rompería explícitamente la simetría gauge, haciendo la teoría no renormalizable. El proceso por el cual se consigue introducir los términos de masa en el modelo se denomina ruptura espontánea de simetría electrodébil.

### Modelo tras la ruptura de simetría

Gráfico de la función potencial de Goldstone, usado para explicar la ruptura espontánea de simetría que acaba confiriendo masa varios bosones de la teoría, volviendo "débil" una parte de la interacción.

En la sección anterior se ha presentado la formulación del modelo electrodébil antes de la ruptura de la simetría. En esa forma el modelo sólo es aplicable a muy altas energías cuando los bosones intermediarios W y Z no tienen masa. Sin embargo, en nuestro universo a las temperaturas y condiciones imperantes, aparece una ruptura espontánea de la simetría, por la interacción de los bosones del modelo electrodébil anterior con el bosón de Higgs y como resultado de ello, la parte débil del modelo electrodébil fenomenológicamente aparece mediada por bones intermediarios dotados de masa, lo cual explica el corte alcance de la interacción débil en nuestro universo. Para entender como es lagrangiano efectivo en las condiciones normales de nuestro universo debemos añadir ciertos términos al lagrangiano de la sección anterior.
El "sector de Higgs" del lagrangiano consta de considerar un campo escalar de espín cero (campo de Higgs) que tiene las siguientes componentes:

{\displaystyle {\boldsymbol {\phi }}={\begin{pmatrix}\phi _{1}+\mathrm {i} \phi _{2}\\\phi _{3}+\mathrm {i} \phi _{4}\end{pmatrix}}}

donde las cuatro componentes {\displaystyle \phi _{i}} son funciones reales. Con el objetivo de mantener la invariancia de gauge, las derivadas del campo que intervendrán en el lagrangiano se toman como derivadas covariantes:

{\displaystyle {\mathcal {L}}_{Higgs}=\|{\mathcal {D}}_{\mu }{\boldsymbol {\phi }}\|^{2}-{\frac {\lambda }{4}}({\boldsymbol {\phi }}^{+}{\boldsymbol {\phi }}-v^{2})^{2}}

donde {\displaystyle v>0} es el valor esperado del campo de Higgs en el vacío, que al ser no nulo produce el potencial de "sombrero mexicano" mostado en la figura, que tiene una inestabilidad cuando el campo es nulo, lo cual lleva a la ruptura espontánea de la simetría. Si consideramos ahora que la forma de campo se puede escribir como:

{\displaystyle {\boldsymbol {\phi }}\to {\begin{pmatrix}0\\v\end{pmatrix}}+{\begin{pmatrix}\chi _{1}+\mathrm {i} \chi _{2}\\\chi _{3}+\mathrm {i} \chi _{4}\end{pmatrix}}}

Escribimos el sector de Higgs del lagragiano que interacciona con los bosones electrodébiles como:

{\displaystyle {\mathcal {L}}_{Higgs}\to {\frac {g^{2}v^{2}}{4}}(W^{1,\mu }W_{\mu }^{1}+W^{2,\mu }W_{\mu }^{2})+{\frac {v^{2}}{4}}(g'YB_{m}uB^{\mu }-gW^{3,\mu }W_{\mu }^{3})^{2}}

A efectos prácticos podemos sustituir los campos {\displaystyle W_{\mu }^{3}} y {\displaystyle B_{\mu }} por dos los campos medibles físicamente {\displaystyle Z_{\mu }} y {\displaystyle A_{\mu }}, usando las relaciones:

{\displaystyle {\begin{matrix}B_{\mu }={\cfrac {1}{\sqrt {g^{2}+g'^{2}Y^{2}}}}(g'YZ_{\mu }-gA_{\mu }),\\W_{\mu }^{3}={\cfrac {1}{\sqrt {g^{2}+g'^{2}Y^{2}}}}(-gZ_{\mu }-g'YA_{\mu })\end{matrix}}}

Y entonces la contribución del sector de Higgs fenomenológicamente es equivalente a que tres de los campos bosónicos intermediarios tuvieran masa:

{\displaystyle {\mathcal {L}}_{Higgs}\to {\frac {g^{2}v^{2}}{4}}(W^{1,\mu }W_{\mu }^{1}+W^{2,\mu }W_{\mu }^{2})+{\frac {v^{2}}{4}}(g^{2}+g'^{2}Y^{2})Z^{\mu }Z_{\mu }}

El campo {\displaystyle A_{\mu }} que representará el potencial electromagnético del fotón se ve afectado por términos de masa, por lo que los fotones en esta teoría se comportarían como partículas sin masa. Por otra parte los fermiones de la teoría "adquirirán masa" como otro efecto fenomenológico de la interacción de dichos campos con el campo de Higgs, así en dentro del lagrangiano aparecerán términos de interacción con el campo de Higgs del tipo:

{\displaystyle m_{e}{\bar {e}}e={\frac {m_{e}}{v}}{\begin{pmatrix}\nu _{e}\\e\end{pmatrix}}_{L}^{+}\gamma _{0}{\boldsymbol {\phi }}e_{R}+{\bar {e}}_{R}{\boldsymbol {\phi }}^{+}{\begin{pmatrix}\nu _{e}\\e\end{pmatrix}}_{L}}